# Real Love (비틀즈의 노래)
〈Real Love〉는 전 비틀즈의 멤버 존 레논이 작곡하고, 1995년 《비틀즈 앤솔로지》 프로젝트의 일환으로 비틀즈의 생존 멤버 세 명이 오버더빙을 입혀 녹음한 노래다. 지금까지 이 곡은 비틀즈로 크레디트된 새 작곡이 마지막으로 음반 발표된 것으로 남았다. 레논은 1979년과 1980년에 노래의 총 여섯 테이크를 제작했는데, 모두가 개별적인 곡이었으며 〈Real Love〉에서 비로소 하나로 합쳐졌다. 노래는 다큐멘터리 사운드트랙 《Imagine: John Lennon》에서 여섯 번째 테이크가 수록되기 이전까지인 1988년 이전까지 무시되고 있었다.
〈Real Love〉는 이후 1995년 초 비틀즈의 생존 멤버 세 명(폴 매카트니, 조지 해리슨, 링고 스타)가 재작업하였고, 레논의 또다른 미완성 트랙 〈Free as a Bird〉가 같은 식으로 작업을 거쳤다. 〈Real Love〉는 1996년 영국, 미국 및 기타 여러 나라에서 비틀즈 싱글로 발매되었다. 영국과 미국 싱글 차트에서 각각 4위와 11위에 올랐으며, 그룹의 다른 싱글보다 더 빠르게 골드 레코드를 획득했다. 이 곡은 BBC 라디오 1의 플레이리스트에 포함되지 않아 팬들 사이에서 비판을 불러일으켰다. 비틀즈의 《Anthology 2》에서는 오프닝 트랙으로 활용되었다. 이는 음반에서 마지막으로 "새롭게" 크레딧된 곡으로서 수록되었다. 2001년 사망한 조지 해리슨이 생전에 발표한 비틀즈의 마지막 신곡이자 2023년 'Now And Then'까지 비틀즈가 발표한 마지막 싱글이었다.
노래는 영국과 미국에서 각각 4위와 11위에 안착했고, 대다수 비틀즈의 싱글보다 더 빠르게 골드 레코드를 획득했다. 노래는 팬들과 영국 국회의원의 비판으로 말미암아 BBC 라디오 1 재생목록에서 제외되었다. 〈Free as a Bird〉와 〈Real Love〉의 발표 뒤, 스타는 다음과 같은 소감을 전했다. "새 곡을 녹음하는 것은 전혀 어색함이 없었어요. 굉장히 자연스러웠고 많은 즐거움이 따라왔죠. 물론 감정적인 때도 있었어요. 하지만 역시 이걸로 종점이라는 느낌이 드네요. 우리가 비틀즈로서 할 수 있는 일은 더 이상 없어요."

## 원본
비틀즈 전기학자 존 T. 마크(John T. Marck)에 따르면 〈Real Love〉는 당시 레논이 《The Ballad of John and Yoko》라는 제목으로 구상한 미완성 무대 연극에서 기원이 있다. 1977년 자신의 집에 있는 피아노와 휴대용 테이프 녹음기를 이용해 처음 녹음이 이루어졌다.
이후 〈Real Love〉라는 제목이 붙어 1979년에서 1980년까지 최소 여섯 테이크가 레논에 의해 완성되었으나, 이내 버려졌다. 결국 레논의 또다른 데모 〈Baby Make Love to You〉의 요소를 융합했다. 1979년 6월, 레논과 그 아내 오노 요코는 언론에게 《The Ballad of John and Yoko》라는 뮤지컬을 작업하고 있으며 작년부터 계획하고 있었다고 알렸다. 당시 이 연극에서 〈Real Love〉와 〈Every Man Has a Woman Who Loves Him〉가 활용될 예정이었다.
후기 버전에서 레논은 노래의 일부 구간을 대체했다. (예를 들어 "no need to be alone / it's real love / yes, it's real love"가 "why must it be alone / it's real / well it's real life."로 바뀌었다.) 일부 테이크에서는 어쿠스틱 연주가 포함되어 있고, 비틀즈는 레논이 피아노를 사용한 버전을 사용해 기초적인 더블 트래킹된 보컬과 탬버린을 입혀 발표했다. 1996년에 발표된 이 버전은 초기 데모와 가사적 구조이 크게 유사하다.
레논은 자신과 오노의 1980년 음반 《Double Fantasy》를 위해 〈Real Love〉를 녹음할 생각을 했다. 수필로 작성된 음반 재생시간 원고에는 2면에 들어갈 트랙으로 가능성이 있는 것으로 기입되어 있다. 노래는 1988년까지 거의 잊혀진 상태였으나 사운드트랙 음반 《Imagine: John Lennon》에 6테이크가 수록되어 세상의 빛을 보게 된다. 2004년 음반 《Acoustic》에도 역시 수록되어 있다. 1988년 《Imagine: John Lennon》과 이후의 《Working Class Hero: The Definitive Lennon》에는 레논이 피아노로 공연한 데모가 수록되어 있다.

## 다른 비틀즈 멤버들과의 사후 녹음
앤솔로지 프로젝트 이전에 4명의 생존 비틀즈가 음반으로 재결합하는 데 가장 근접했던 것은 1973년 Starr's Ringo 앨범을 위해 존 레논, 조지 해리슨, 링고 스타가 "I'm the Greatest"를 공동 작업한 것이었다.
1990년대 초, 전 비틀즈의 로드 매니저였던 닐 애스피널과 조지 해리슨이 오노 요코에게 데모를 요청하면서 레논의 미완성 곡을 완성하자는 아이디어가 떠올랐고, 오노가 먼저 레논의 데모를 요청했다.
1994년 1월, 폴 매카트니는 레논의 로큰롤 명예의 전당 헌액식을 위해 뉴욕으로 향했고, 그곳에서 오노 요코로부터 최소 4곡의 곡을 받았다. Aspinall에 따르면, "카세트 2장"이었는데, "트랙이 대여섯 개였을 수도 있다"고 한다.
오노 요는 당시 상황에 대해 이렇게 말했다. "그 전에 모든 것이 해결되었고, 저는 그 기회를 이용해 폴에게 테이프를 직접 전달했습니다. 제가 비틀즈를 해체한 것은 아니지만 당시에는 제가 그 자리에 있었으니까요. 이제 저는 그들을 다시 하나로 모을 수 있는 위치에 있고 그것을 방해하고 싶지 않아요."
인터뷰에서 매카트니는 이렇게 말했다.
오노 요코는 "여러분에게 들려줄 곡이 몇 곡 있는데, 관심이 있을 것"이라고 말했습니다. 저는 한 번도 들어본 적이 없었지만, 레논 팬들에게는 해적판으로 꽤 잘 알려진 곡들이라고 설명했습니다. 저는 요코에게 "우리에게 너무 많은 조건을 걸지 마세요. 정신적으로 정말 어려운 일이에요. 스튜디오에서 두 시간만 있다가 서로를 미워하고 그냥 나가버릴 수도 있잖아요. 그러니 조건을 달지 마세요. 충분히 힘들어요. 잘 안 되면 거부권을 행사하면 되죠." 제가 조지와 링고에게 동의했다고 말하자 그들은 "뭐? 우리가 좋아하면 어떡해?" 다행히 그런 일은 일어나지 않았습니다.
그 후 매카트니, 해리슨, 스타는 4곡에 집중했다. "Free as a Bird", "Real Love", "Grow Old with Me" 그리고 "Now and Then". 이 중 "Free as a Bird"가 가장 마음에 들어 열심히 작업했다. 결국 이 곡은 1970년 이후 비틀즈의 첫 번째 새 싱글로 발매되었다. 그 후 남은 비틀즈는 "Real Love"로 관심을 돌렸는데, 공동 프로듀서 제프 린은 나중에 "적어도 완전한 단어 세트가 있었다"고 말했다. "Now and Then"은 2023년 후반에 발매되었다.

## 스튜디오 작업
추가 예정

## 뮤직 비디오
추가 예정

## 발매
추가 예정

## 가사 및 멜로디
추가 예정

## 크레딧
추가 예정

## 트랙 목록
추가 예정

## 차트
추가 예정

## 인증
추가 예정

## Tom Odell 버전
추가 예정

## 다른 버전
추가 예정